# Budaörs
Budaörs est une ville et une commune du comitat de Pest dans l'aire urbaine de Budapest en Hongrie.

## Géographie
La ville est située entre les collines de Buda, le plateau de Budaörs (hu), les monts Csík (hu) et le plateau Tétényi, dans le bassin de Budaörs.
La colline Törökugrató s'élève au-dessus de la ville.

## Histoire
Les premières colonies de la zone datent de 3500 avant JC. 
Les fouilles près du ruisseau Hosszúrét ont abouti à des découvertes datant de l'âge du bronze (1900 avant JC à 800 avant JC). 
Avant les Romains, la tribu celtique des Eravisces a occupé la zone pendant environ 100 ans. 
Plusieurs villas de la Rome antique ont été retrouvées autour de Kamaraerdő
On sait peu de choses sur les débuts de l'histoire de la colonie après la conquête hongroise.
Le nom de la ville vient du nom de l'une des tribus des Kabars qui ont rejoint les Hongrois.
La première mention écrite d'Örs date de 1236, lorsque Béla IV, roi de Hongrie, fit don d'une église ainsi que de la chapelle Saint-Martin aux cisterciens. Pendant la domination ottomane, la zone était inhabitée et fut réhabitée par les paysans Souabes du Danube au début du XVIIIe siècle par la comtesse Zsuzsanna Bercsényi.
La Première Guerre mondiale affecta durement la ville et elle fut le théâtre d'un bref combat entre les royalistes hongrois et le gouvernement lors de la bataille de Budaörs (hu) les 23 et 24 octobre 1921. 
Après la Seconde Guerre mondiale, c'est à Budaörs que le gouvernement communiste commença à expluser les Allemands de souche.

## Population
| 2013   | 2014   | 2015   | 2021   |
| ------ | ------ | ------ | ------ |
| 27 306 | 27 655 | 28 045 | 29 018 |

| 2022   | 2023   | 2024   | - |
| ------ | ------ | ------ | - |
| 29 024 | 29 397 | 29 398 | - |

## Transports

### Transport routier
La route principale 1 traverse Budaörs et l' autoroutes M1 ainsi que l'autoroute M7 traversent la partie sud de la ville. 

### Transport ferroviaire
La gare de Budaörs est sur la ligne ferroviaire reliant la gare du sud de Budapest à Győr.

### Transport par bus
Budaörs est reliée à la capitale par la ligne de bus 40. 

### Transport aérien
En 1935, l'aéroport de Budaörs (hu) a ouvert près de Budaörs, qui sert parfois également à des fins militaires.
Ce fut le seul aéroport international de Hongrie jusqu'à l'ouverture de l'aéroport international de Budapest-Ferenc Liszt en 1950.

## Jumelages
La ville de Budaörs est jumelée avec :
| Ville | Ville       | Pays | Pays      | Période     |
| ----- | ----------- | ---- | --------- | ----------- |
|       | Bretzfeld   |      | Allemagne | depuis 1989 |
|       | Kanjiža     |      | Serbie    | depuis 1999 |
|       | Nová Vieska |      | Slovaquie | depuis 1997 |
|       | Pula        |      | Croatie   | depuis 2008 |
|       | Pýrgos      |      | Grèce     | depuis 1997 |

## Galerie

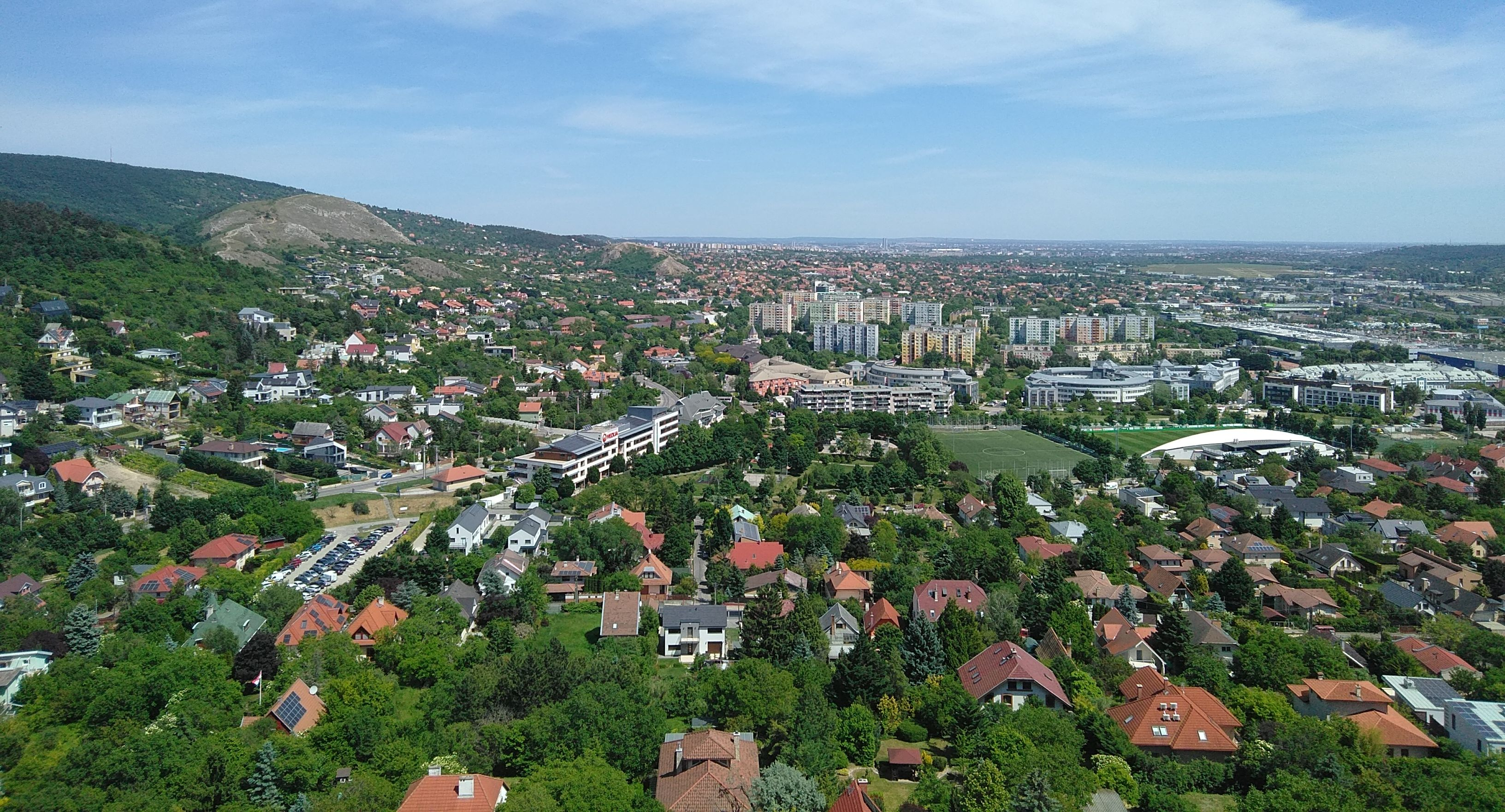
Budaörs vu depuis la colline Törökugrató haute de 249 mètres.
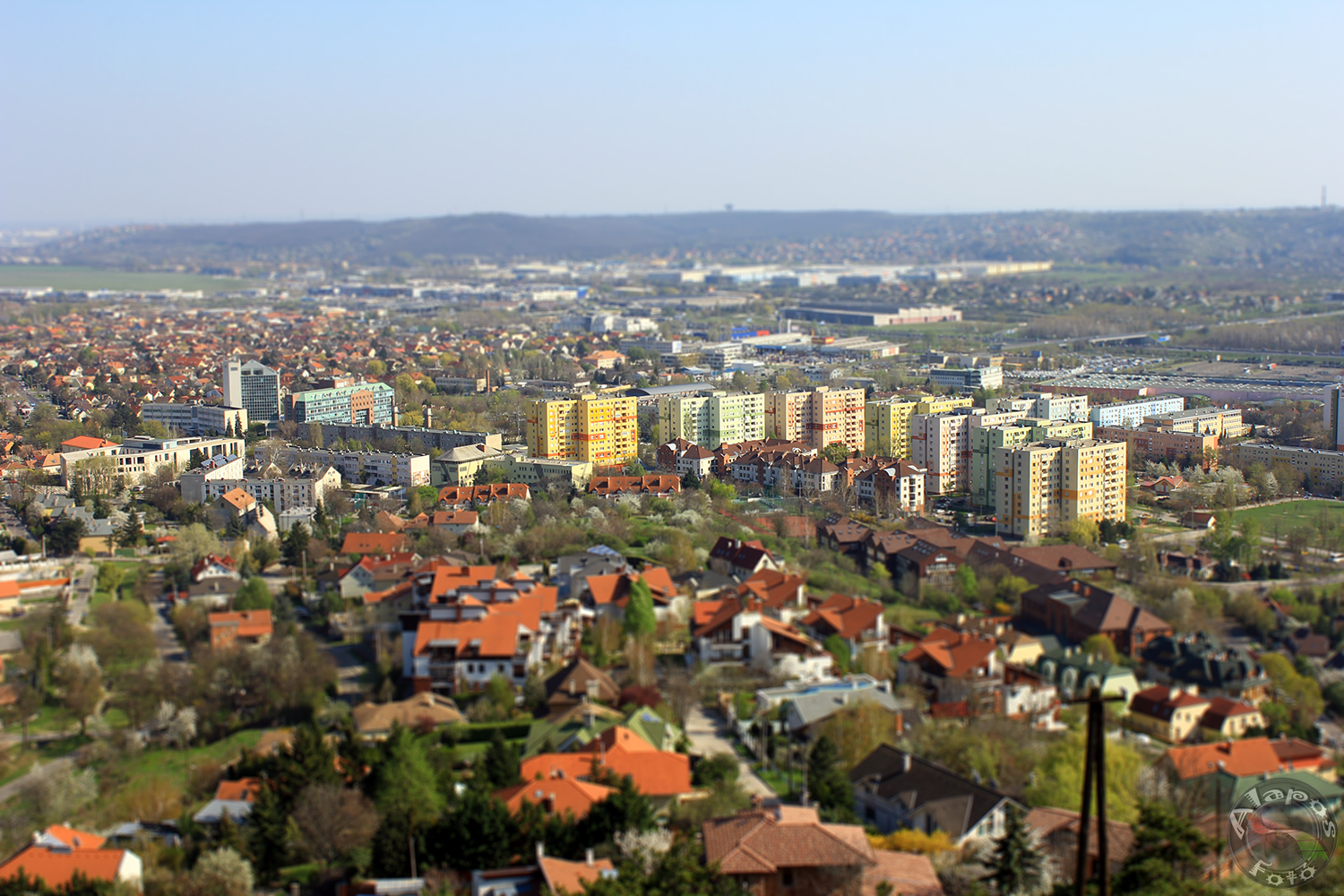
Makettes.
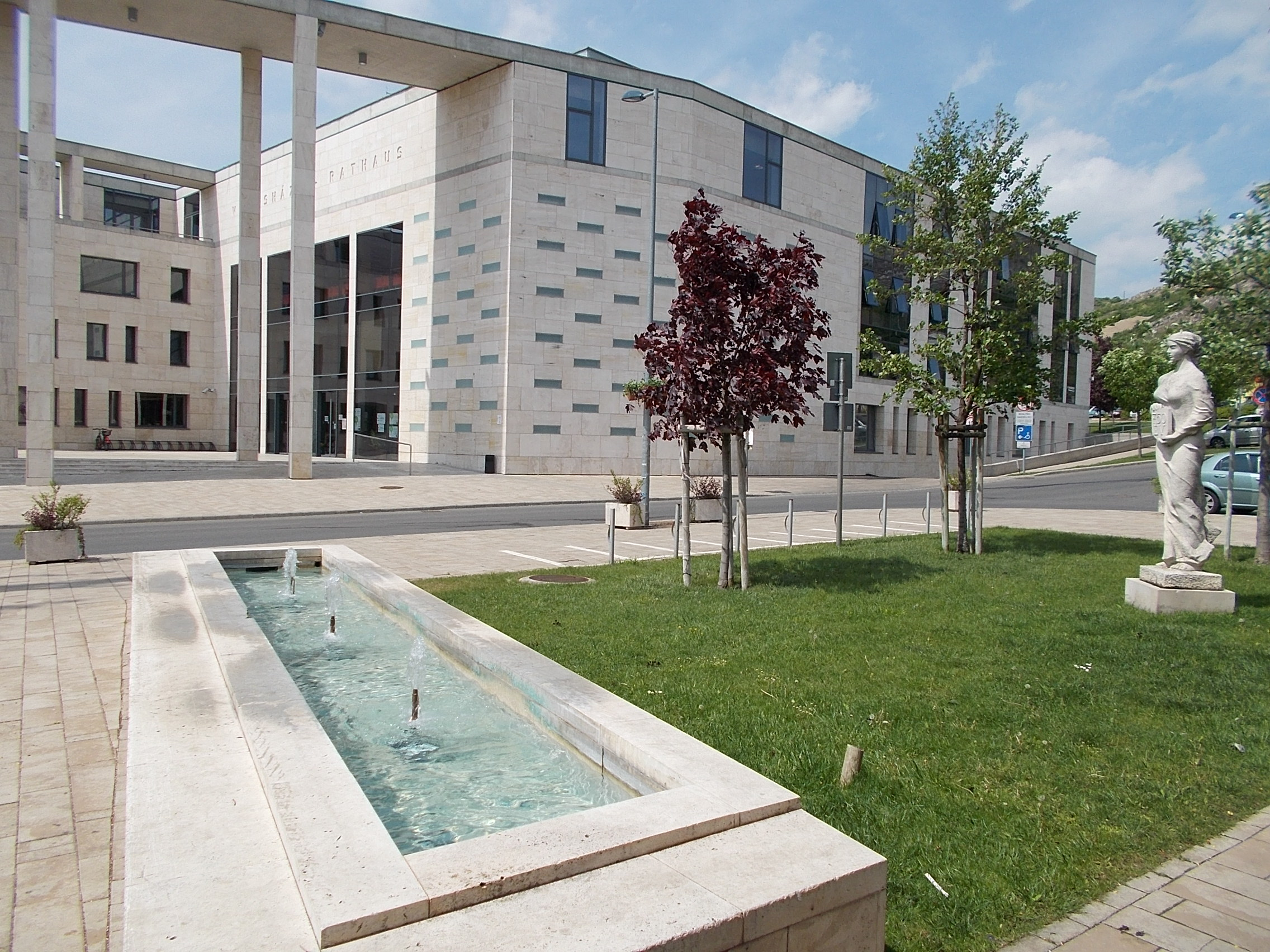
Hôtel de ville.
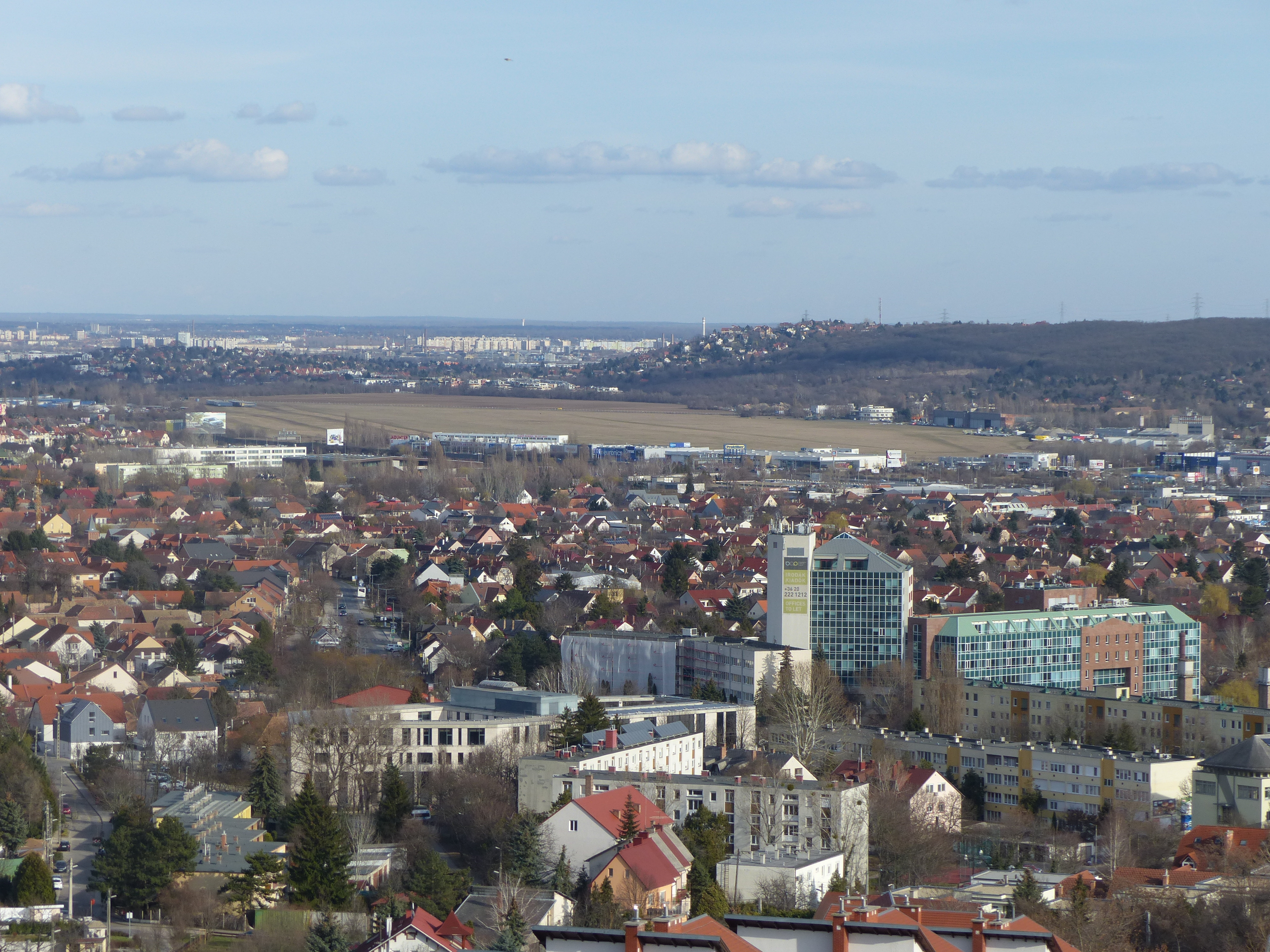
Aéroport de Budaörs.